# آخرین حرف (فیلم ۱۹۹۵)
آخرین حرف یا کلام آخر (به انگلیسی: The Last Word) فیلمی محصول سال ۱۹۹۵ و به کارگردانی تونی اسپریداکیس است. در این فیلم بازیگرانی همچون تیموتی هاتن، جو پانتولیانو، میشل برک، چاز پالمینتری، تونی گلدوین، ریچارد درایفس، سیبل شفرد و رما دونی ایفای نقش کرده‌اند.